# Marguerite Viby
Marguerite Viby, född 25 juni 1909 i Köpenhamn, död 8 april 2001 i Frederiksberg i Köpenhamn, var en dansk skådespelare och sångerska, som även verkade i Sverige.

## Biografi
Marguerite Viby var som barn elev på en dansskola, och 1923 debuterade hon på scenen på Tivolis Sommerteater. 1927 fick hon sitt första genombrott på Helsingør Sommerteater, där hon bland annat gjorde en parodi på Josephine Baker. Under sitt engagemang på Apollo Teatret 1932–1939 fick hon sitt stora genombrott. Hon gjorde gästspel bland annat på Chat Noir i Oslo 1935 och 1947–1948 samt på Vasateatern i Stockholm 1940.
Som filmskådespelare började hon med stumfilm i slutet av 1920-talet, men det var med talfilm hon nådde sin stora popularitet, med filmer som En natt i Köpenhamn (1932), Mille, Marie og mig (1937) och Frk. Kirkemus (1941). Perioden 1938-1956 spelade hon in drygt ett dussin filmer i Sverige, däribland svenska versioner av några av sina stora danska filmsuccéer. Även tre filmer hon först spelade in på svenska gjordes i danska versioner, Fröken Kyrkråtta (1941), Fröken Vildkatt (1942) och Lyckan kommer (1942).

### Privatliv
Marguerite Viby var dotter till polisen Niels Oscar Julius Jensen (6 februari 1880–1934) och Emmy Johanne Kirstine Steenberg (12 juni 1882–1927), som vigdes den 24 maj 1907 i Vor Frue Kirke i Köpenhamn. 
Viby var gift fem gånger, först med Poul Christian Guldager, Emanuel Gregers, Knud Wold, Preben Mahrt och sist med Erik Henry Tangfelt. Tillsammans med Knud Wold fick hon 1938 dottern Susse Wold, som också är skådespelare.

## Filmografi i urval
- 1929 – Moster Malins millioner
- 1932 – En natt i Köpenhamn
- 1932 – 13 år
- 1935 – Min hustru är husar
- 1937 – Mille, Marie og mig
- 1938 – Milly, Maria och jag
- 1939 – Fröken diktator
- 1940 – En flicka hela da'n
- 1940 – Fröken i köket
- 1941 – Fröken Kyrkråtta
- 1941 – Fröken Vildkatt
- 1941 – Frk. Kirkemus
- 1942 – Frk. Vildkat
- 1942 – Lyckan kommer
- 1942 – Lykken kommer
- 1943 – Som du vil ha' mig
- 1943 – I dag gifter sig min man
- 1944 – Lilla helgonet
- 1944 – Teatertosset
- 1944 – Dolly tar chansen
- 1944 – ... och alla dessa kvinnor
- 1945 – Sussie
- 1946 – Peggy på vift
- 1946 – Jeg elsker en anden
- 1947 – Jag älskar dig, Karlsson!
- 1951 – Dårskapens hus
- 1952 – Klackarna i taket
- 1952 – Åke klarar biffen
- 1956 – Litet bo
- 1967 – Far laver sovsen

## Teater

### Roller (ej komplett)
| År   | Roll | Produktion                                              | Regi            | Teater      |
| ---- | ---- | ------------------------------------------------------- | --------------- | ----------- |
| 1939 |      | Katten i säcken Ladislaus Szilagyi och Michael Eisemann | Emanuel Gregers | Vasateatern |

## Utmärkelser
- Riddare av Dannebrogorden,  1969[2]
- Heders-Bodilpris,  2000[3]
- Heders-Robert,  2000[4]
- Olaf Poulsens Mindelegat[2]

[Redigera Wikidata]